# 天下一家の会事件
天下一家の会事件（てんかいっかのかいじけん）とは、内村健一による無限連鎖講（以下「ネズミ講」と表記）事件である。名義上は内村健一の主宰する第一相互経済研究所が主宰するものであったものの、後述するように内村の個人事業に等しいものであったことから、実際には内村の主宰したネズミ講と捉えられている。日本最大規模のねずみ講事件であり、大きな社会問題となった。

## ネズミ講の仕組み
天下一家の会のネズミ講の仕組みはいくつかのバリエーションがあるが、その一例として「親しき友の会」について説明する。
1. 会員になった人（説明の都合で「A」とする）は、本部が指定する5代上位の会員に1,000円を送金する。本部には入会金1,028円を送金する。
2. Aは、4人の新会員（子会員、1代下位の会員）を勧誘して入会させる。
3. 子会員は、4人の新会員（孫会員、2代下位の会員）を勧誘して入会させる。Aから見ると16人（=4²人）の孫会員がいることになる。
4. 孫会員以下、同様の活動を行なう。
5. Aの5代下位の会員は1,024人（=45人）になる。その1,024人から各1,000円ずつで合計1,024,000円の配当を受領する。

以上のようなことは、あくまで「理論上」のことであり、現実には理屈通り会員が増える訳では無いし、仮に理論通り増えるとすると人口は有限であるから瞬く間に世界中の人が会員となり新会員を勧誘することができなくなる。
天下一家の会は、他に「相互経済協力会」、「交通安全マイハウス友の会」、「中小企業経済協力会」などネズミ講を運営しており、中には、交通事故死などの場合には見舞い金が出るといった共済的な性質も持ったネズミ講もある。
いずれにせよ、破綻は免れないのがネズミ講の本質である。
このネズミ講に参加していた有名人には、広告塔にもなっていた内村の従軍時代の上官であった零戦搭乗員の坂井三郎がいる。

## 天下一家の会の略史
- 1967年 - 内村、熊本県上益城郡甲佐町で天下一家の会（第一相互経済研究所）を設立。この会は「親しき友の会」などとしてネズミ講活動を行なう。
- 1970年代 - 配当を得られない人、勧誘をめぐるトラブルなどが表面化し社会問題となった。
- 1971年 - 熊本国税局は所得税法違反の容疑により会に対する強制調査を行った。その後、内村を熊本地方検察庁に告発した。
- 1972年 - 熊本地検、内村を脱税容疑で逮捕、その後、起訴。起訴後も「花の輪」、「洗心協力会」などのネズミ講活動を行なう。天下一家の会の元会員らが内村に対して入会金の返還を求め長野地裁に提訴。
- 1973年 - 内村、登記名義のみの財団法人「肥後厚生会」を継承する形で財団法人「天下一家の会」を設立、宗教法人「大観宮」を設立。内村は、天下一家の会の利益を大観宮に移していた。大観宮は、天下一家の会の宗教法人として、大観プロダクションを名乗って『岸壁の母』や『大空のサムライ』と映画を製作した。
- 1977年 - 長野地裁が内村に対して入会金の返還を命じる判決。
- 1978年 - 内村に懲役3年執行猶予3年、罰金7億円の判決。その後、控訴。11月に無限連鎖講の防止に関する法律が議員立法で制定される。
- 1979年 - 5月に無限連鎖講の防止に関する法律が施行される。
- 1980年 - 第12回参議院議員通常選挙全国区に無所属で出馬するが落選。破産宣告。
- 1983年 - 内村の有罪確定、収監。
- 1995年 - 内村が糖尿病により、死去。
- 2005年 - 破産管財人は最後配当を実施し、破産手続が終結。破産宣告から25年を経ていた[2][3]。

## 主宰者・内村健一
内村は、1925年6月に熊本県上益城郡甲佐町で生まれる。第二次世界大戦で海軍予科練に入隊し、特別攻撃隊となったものの出撃せずに終戦を迎える。内村は戦後の昭和23年ごろから5年間、飲食店に売春婦をおいて商売をしていた。傷害（昭和25年11月）起訴猶予・暴行傷害（昭和27年8月）懲役9か月宮崎刑務所服役・詐欺（昭和30年10月）起訴猶予・職安法違反（昭和31年12月）罰金3万円・横領（昭和41年5月）起訴猶予。この内の傷害、暴行は逃げた売春婦を連れ戻して暴行した際の罪であり、職安法違反は売春婦を他の店に売った罪だった。第一生命保険の外交員となり、腕利きのセールスマンだったと言われる。加えて妻には遊郭「新月」の経営を任せていた。持病の糖尿病が悪化し入院。この入院中に、保険外交員のノルマシステム・代理店制度等をモチーフにし、加えて九州地方で盛んに行われていた一種の無尽に似た相互扶助制度である頼母子講から天下一家の会の着想を得たと言われる。天下一家の思想は、内村夫婦の仲人だった西村展蔵が主張した「宇宙一体の生命論に立脚する平和思想」（「天下一家の会・第一相互経済研究所」定款 前文）から借用したと言われている。
1967年に内村は自宅を本部として第一相互経済研究所を創立、其処を本拠に「親しき友の会」というネズミ講を開始した。これが大当たりして設立3年にして熊本市に本部ビルを構えるまでに成長するが、同年熊本国税局が所得税脱税の容疑で内村と研究所を捜索、熊本地方検察庁に告発し1972年に内村は逮捕された。内村は、研究所自体が人格なき社団であり個人的な所得ではないと主張したが、裁判所は、第一相互経済研究所・天下一家の会は内村が個人的に管理・運営しているものであり内村とほぼ一体であると認定。内村は脱税で有罪判決を受け、懲役3年執行猶予3年、罰金7億円の刑が確定した。
裁判で争っている中でも新たに「花の輪」や「太子講」を始めるなど、ネズミ講を継続し続けている上に、批判が強くなるに連れ次第に天下一家の思想に立脚し、宣伝する団体だと強調するようになった。

## 内村に対する刑事罰について
内村については、前述したように脱税で有罪判決が確定しているが、詐欺罪、出資法違反のいずれについても罪に問われていない。
先ず、詐欺罪が成立するためには、欺罔（だますこと）の故意が必要である。ネズミ講の場合、会員が努力してネズミ講を順調に行なうことができれば多額の収入を得られること自体は事実であり、結果的に損をしても欺罔の故意には該当しないと考えられる。
また、出資法には、次のような趣旨の規定がある。
- 不特定多数の者に対して、後日出資の払い戻しとして出資金以上の金銭を支払うべき旨を明示して（または暗黙のうちに示して）、出資金を受け入れてはならない。
- 法律に特別の規定のある者以外は、業として預かり金（不特定多数のものからの金銭の受入れ）をしてはならない。

このため、熊本地検は大蔵省と共に会の入会金の性質を検討してみたものの、出資金の返還を約束しているのではなく子会員からの送金で得られることから出資金・預り金として捉えることは困難であるとし、出資法違反での立件を断念した。
内村逮捕の7年後である1978年に無限連鎖講の防止に関する法律が制定されたものの、憲法の遡及処罰禁止規定（39条前段）により、同法施行前の事件である天下一家の会には適用されない。

## 会員の収益状況
1972年5月17日、国税庁は会員に求めていた所得税の申告状況を発表した。納税が必要な対象者は判明している分だけでも1970年以前の分が11764人、1971年分で7154人。勧誘費などの必要経費を除いた1人平均の収入は約34万円であった。1971年末の会員数は約717000人であり、課税対象となるまでの収益を上げた会員の割合は3.6%にすぎなかった。

## 参考判例
- （ワ）第32号入会金等返還請求事件（長野地裁 昭和52年3月30日 判決）『判例時報 849号』pp.33-48